# Livets Ord
Livets Ord (jinak také Word of Life, doslova „Slovo života“) je největší církev švédského hnutí víry, založená v roce 1983 v Uppsale Ulfem Ekmanem. Církev je zástupcem švédské letniční charismatické obnovy, blíže spjaté s hnutím Víry, badatelé si dnes ale všímají zjevného posunu od tohoto hnutí a například zapojení do ekumenických struktur.
Primární záměr Livets Ord je pomáhat věřícím vstoupit do praxe slov Bible. Víra, uzdravení, modlitby a odpovědí na modlitby, společně s přesvědčením, že Bůh je dobrý, jsou centrálním tématem kázání v Livets Ord.

## Historie
Církev Livets Ord byla založena 24. května 1983 Ulfem Ekmanem v Uppsale. Ulf Ekman sloužil jako vedoucí církve do roku 2000. Ekman v tomto roce předal vedení místního sboru v Uppsale Robertu Ekhovi a začal se věnovat rozšíření církevní práce na mezinárodním poli. V roce 2013 se hlavním pastorem stal Joakim Lundqvist. Ulf Ekman poté roku 2014 konvertoval ke katolické církvi.
Kromě církve provozuje hnutí také školy pro všechny věkové kategorie a Biblické školy. Vysílá misionáře do Ruska, na Ukrajinu, do Arménie, Ázerbájdžánu, Tádžikistánu, Afghánistánu, Izraele a Indie.
V roce 2007 bylo Livets Ord s účastí přes 3 000 lidí považováno za megasbor. V roce 2016 pak účast přesahuje 4 000 lidí.

### Teologický seminář Livets Ord
Od roku 1994 do roku 2014 měla církev svou vlastní instituci vyššího vzdělání, Teologický seminář Livets Ord, který byl napojený na americkou instituci Oral Roberts University v Tulse v Oklahomě, jednu z největších křesťanských charismatických univerzit na světě. Teologický seminář Livets Ord nabízel americký bakalářský titul a magisterský titul z novozákonních studií, historie, vzdělávání a dalších oblastí pod záštitou Oral Roberts University. Seminář však nikdy nebyl akreditován švédským vzdělávacím systémem.

## Mezinárodní působení
Církev Slovo života je velmi silně misijně zaměřena a působí v mnoha zemích především střední a východní Evropy a Asie. Hlavní centra Slova života se dnes nachází ve švédské Uppsale, v Moskvě a Jerevanu. Tyto a další církve jsou společně sdruženy v organizaci Word of Life International.

## Působení v České republice
V České republice a bývalém Československu měli švédští misionáři ze Slova života vliv například na pražskou církev Voda života a další české křesťanské sbory, které jsou v České republice od 6. srpna 2010 oficiálně registrovány jako Církev Slovo života.
V 90. letech byla s podporou ze Švédska v Praze a následně v Brně provozována formou jednoročního denního studia biblická škola. V roce 2014 pak byla tato škola obnovena a od té doby funguje formou dálkového internetového studia. Škola funguje pouze jako soukromá organizace a není akreditována MŠMT.